# Bahía de Cochinos
La bahía de Cochinos está ubicada en la costa suroccidental de Cuba, en un entrante del golfo de Cazones. En 1910 pasó a formar parte de la provincia de Santa Clara, en 1961 reasignado a la provincia de Las Villas y finalmente, en 1976 cuando de las seis provincias originales de Cuba se produjo una reorganización general para pasar a catorce (14), transferido a la provincia de Matanzas.
La bahía está situada aproximadamente 30 kilómetros al sur de Jagüey Grande, 70 kilómetros al oeste de la ciudad de Cienfuegos y 165 kilómetros al sureste de La Habana, capital nacional. 
En la ribera occidental de la bahía hay arrecifes coralinos que bordean la ciénaga de Zapata, parte de la península de Zapata. En el lado oriental hay largas playas con manglares y zonas pantanosas situadas tierra adentro. Al norte de la bahía, en su cierre, se sitúa la localidad de Buena Ventura junto a playa Larga, y 35 kilómetros al sureste de ésta Playa Girón y el municipio de Girón, nombrado así por el conocido pirata francés Gilberto Girón (c.1604).
Playa Girón y Playa Larga fueron escenarios del desembarco de fuerzas cubanas en el exilio integradas en la denominada Brigada 2506 durante la Invasión de la Bahía de Cochinos, operación patrocinada por la CIA estadounidense para intentar derrocar el 17 de abril de 1961 al gobierno revolucionario de Fidel Castro.